# Steven Halpern
Steven Halpern es un compositor estadounidense nacido en Nueva York en 1947. 
Sus inicios en la música comienzan de muy joven, en grupos de jazz tocando guitarra y trompeta. Desencantado con la escena neoyorquina se traslada a California. Durante sus primeros años en la Costa Oeste estudió psicología a la par de iniciar su carrera como músico profesional, finalmente instalándose en el Departamento de Marin County, cerca de San Francisco.
En el verano del año 1969, en plena efervescencia tras la llegada del hombre a la Luna y el festival de Woodstock, Halpern decidió que dedicaría su vida a la divulgación de una música sana y relajante, acompañándose de su piano y utilizando cadencias espaciosas entre nota y nota para así generar ambientaciones meditativamente hipnóticas. 
Pero no fue hasta enero de 1975 cuando pudo realizar su primera grabación y el que hasta el momento ha sido su álbum más célebre: la Spectrum Suite, con más de un millón y medio de unidades vendidas.
Halpern recorrió todos los Estados Unidos con su furgoneta y piano Fender intentando convencer a los dueños de tiendas de productos naturales para que pusieran en sus estanterías su recientemente editado L.P. y casete, siendo rechazado en la mayoría de éstas, hasta que años más tarde se volvió una costumbre habitual el hecho de tener música en dichos locales.
A Steven Halpern se le considera, junto a Paul Horn, Iasos y Joel Andrews, uno de los principales pioneros de la música new age, término que ha defendido a ultranza por encima de la segunda hornada de música y músicos de la nueva era de los 80s y 90s, ya más volcados a los sonidos fusión y apoyados entonces por la industria discográfica o las FMs oficiales.
Una de las características más peculiares de Steven Halpern es que no compone música o melodías propiamente dichas, sino notas sueltas sin dirección melódica.
La principal peculiaridad de sus obras radica en los espacios sonoros meditativos, algo en lo que es un maestro.
Ha participado en jams y grabaciones con músicos de distintas corrientes, como el caso de Carlos Santana, Frank Zappa, Al DiMeola, Paul Horn, Daniel Kobialka, Ronald Lloyd,  etc.

## Discografía
- Spectrum Suite (1975)
- "I" A Cosmic Attunement (1977)
- Peruvian Whistling Vessels (1978)
- Ancient Echoes (con Georgia Kelly) (1978)
- Starborn Suite (1979)
- Zodiac Suite (1979)
- Hear to Eternity (1979)
- Rings of Saturn (1979)
- Comfort Zone (1980)
- Dawn (1983)
- Recollections (con Daniel Kobialka) (1983)
- Connections (con Paul Horn) (1984)
- Threshold (1986)
- Crystal Suite (1987)
- Eastern Peace (1987)
- Gaia's Groove (con Tony Selvage) (1989)
- Afro-Desia (con Suru Ekeh) (1990)
- Islands in Time (1990)
- Effortless Relaxation (1991)
- Enhancing Self-Esteem (1991)
- Health and Well-Being (1991)
- Higher Ground (1991)
- Nurturing Your Inner Child (1991)
- Radiant Health and Well-Being (1991)
- Ancient Echoes (1993)
- Creating Love (1993)
- Eastern Peace (1993)
- Enhancing Sensual Pleasure (1993)
- Art of Sexual Ecstasy (1994)
- Jonah's Journey (con David Friesen) (1994)
- Letting Go of Stress (1994)
- Natural Light (1994)
- Overcoming Substance Abuse (1994)
- Radiance (1994)
- Recollections (1994)
- Recovering from Co-Dependency (1994)
- Safe Driving (1994)
- Starting the Day (1994)
- Enhancing Intimacy (1994)
- Enhancing Massage (1994)
- Enhancing Success (1994)
- Inner Peace (1994)
- Lullabies for Your Inner Child (1994)
- Lullaby Suite (1994)
- Self-Healing (1994)
- Sleep Soundly (1994)
- Gifts of the Angels (1994)
- Spanish Impromptu (con Guillermo Cazenave) (1994)
- Trance-Zendance: Ambient Entracement (1995)
- Inner Peace (1995)
- Sound Chi (1999)
- Accelerating Learning (1996)
- Enhancing Creativity (1996)
- Music for Your PC (1996)
- Afro-Desia (1996)
- In the Key of Healing (1996)
- Relaxation Spontanee (1996)
- Attracting Prosperity (1997)
- Music for Lovers (1997)
- Stop Smoking (1997)
- Workstation Wellness (1997)
- Achieving Your Ideal Weight (1997)
- The Sacred Chorde, con Fabien Maman on modern monochord (1998)
- Prophecies (1998)
- Music for Accelerated Learning (1999)
- Music for Sound Healing (1999)
- Serenity Suite:Music & Nature (1999)
- Divine Intervention (1999)
- Sound Chi (1999)
- Deja-Blues (2000)
- Chants to Awaken the Buddhist Heart (2000)
- Cruise Control (2001)
- Chakra Suite (2001)
- Transitions (2002)
- Music for Massage (2002)
- Perfect Alignment (2002)
- Sound Medicine: Music for Healing (2002)
- Crystal Bowl Healing (2003)
- Ocean Suite (2003)
- Healing Songs of Earth & Sky (2004)
- Tonal Alchemy (2005)
- Music for Healing & Unwinding (2006)
- Lake Suite (2006)
- Music for Babies (2006)
- Initiation Inside the Great Pyramid (2007)
- Music for Lovers, Vol. 2 (2007)
- In the Om Zone (2007)
- Drum Spirit (2007)
- Peace of Mind (2007)
- Corridors of Time
- Creativity
- Lifetide
- Peak Performance
- Radiance: Love Songs Without Words
- Recovering from Alcoholism
- Rhythms of Vision
- Shared Vision
- Soundwave 2000 Series